# Ptychocheilus
Las carpas gigantes son el género Ptychocheilus de peces ciprínidos de agua dulce incluidos en el orden Cypriniformes, distribuidos por ríos de Estados Unidos y México.
Tienen el cuerpo grande con una longitud máxima descrita de 180 cm.
Habitan grandes ríos de aguas lentas, donde son voraces depredadores de todo tipo de peces que los hace no deseados por los pescadores. Presentan canibalismo hacia los alevines de su propia especie, por lo que los juveniles suelen remontar hasta rios más pequeños.

## Especies
Existen 4 especies agrupadas en este género:
- Género Ptychocheilus:
  - Ptychocheilus grandis (Ayres, 1854) - Carpa gigante de Sacramento.
  - Ptychocheilus lucius (Girard, 1856 ) - Carpa gigante del Colorado.
  - Ptychocheilus oregonensis (Richardson, 1836)
  - Ptychocheilus umpquae (Snyder, 1908)